# Ottawa Macdonald-Cartier International Airport
Ottawa Macdonald-Cartier International Airport, (Frans: Aéroport international Macdonald-Cartier d'Ottawa) is een luchthaven gelegen in de Canadese hoofdstad Ottawa, 10 km ten zuiden van het stadscentrum. Het is Canada's op vijf na drukste luchthaven. In 2014 werden 4.616.448 passagiers en 154.637 vliegtuigbewegingen gehaald. De luchthaven is een focus city voor Air Canada en Porter Airlines.
De luchthaven wordt uitgebaat door de Ottawa Macdonald–Cartier International Airport Authority. Met de luchthavennaam, aangenomen in 1993, worden twee Canadese staatsmannen geëerd. Beide waren aanwezig op een of meerdere van de conferenties die geleid hebben tot de Canadese Confederatie. Het gaat om John Macdonald, de allereerste premier van Canada, en George-Étienne Cartier.

## Geschiedenis
Een eerste vliegveld op deze locatie werd aangelegd in 1927. Het kreeg de naam Uplands. De eerste grote uitbreiding werd uitgevoerd in 1950. Negen jaar later werd in augustus een nieuwe terminal gebouwd. De organisatoren van de opening hebben de United States Air Force om een vliegtuig gevraagd. Tijdens een testvlucht van het laagvliegende Lockheed F-104 Starfighter, die door de geluidsbarrière brak en daarbij een supersonische schokgolf veroorzaakte, raakte bijna alle ruiten van de nieuwe terminal beschadigd, evenals plafondtegels, raam- en deurkozijnen en een aantal draagbalken. De opening van de terminal diende uitgesteld te worden tot 30 juni 1960.